# Onny Parun
Onny Parun (ur. 15 kwietnia 1947 w Wellington) – nowozelandzki tenisista, zwycięzca French Open 1974 w grze podwójnej, reprezentant w Pucharze Davisa.
Pochodził z rodziny o korzeniach jugosłowiańskich i australijskich.

## Kariera tenisowa
Jako zawodowy tenisista występował w latach 1969–1982.
W grze pojedynczej wygrał 5 turniejów rangi ATP World Tour oraz awansował do 6 finałów, w tym finału Australian Open 1973. Pojedynek o tytuł przegrał z Johnem Newcombe.
W grze podwójnej triumfował w dwóch imprezach ATP World Tour, a także uczestniczył w 5 finałach. W parze z Dickiem Crealym, wygrał French Open 1974.
W latach 1967–1982 Parun reprezentował Nową Zelandię w Pucharze Davisa. Do niego należy rekord największej liczby zwycięstw w reprezentacji Nowej Zelandii (30), największej liczby zwycięstw w grze pojedynczej (23), największej liczby rozegranych spotkań międzypaństwowych (25) oraz najdłuższej kariery reprezentacyjnej (15 lat). Oprócz 30 zwycięstw poniósł również 32 porażki.
W rankingu gry pojedynczej Parun najwyżej był na 19. miejscu (5 marca 1975).
Parun był wielokrotnym mistrzem Nowej Zelandii (1970, 1971, 1972, 1974), a w 1990 roku został wpisany do galerii sławy sportu nowozelandzkiego.

### Finały w turniejach wielkoszlemowych

#### Gra pojedyncza (0–1)
| Końcowy wynik | Nr | Data | Turniej                    | Nawierzchnia | Przeciwnik    | Wynik finału       |
| ------------- | -- | ---- | -------------------------- | ------------ | ------------- | ------------------ |
| Finalista     | 1. | 1973 | Australian Open, Melbourne | Trawiasta    | John Newcombe | 3:6, 7:6, 5:7, 1:6 |

#### Gra podwójna (1–0)
| Końcowy wynik | Nr | Data | Turniej            | Nawierzchnia | Partner     | Przeciwnicy         | Wynik finału            |
| ------------- | -- | ---- | ------------------ | ------------ | ----------- | ------------------- | ----------------------- |
| Zwycięzca     | 1. | 1974 | French Open, Paryż | Ceglana      | Dick Crealy | Bob Lutz Stan Smith | 6:3, 6:2, 3:6, 5:7, 6:1 |